# Mike Ezell
Walter Michael Ezell, né le 6 avril 1959 à Pascagoula, est un homme politique américain. Membre du Parti républicain, il représente le 4e district du Mississippi à la Chambre des représentants des États-Unis depuis 2023.

## Biographie
Avant son élection au congrès en 2022, Ezell est le shérif du comté de Jackson pendant 10 ans et travaille dans les forces de l'ordre pendant plus de 40 ans.